# Vuelta a España 2024/14. Etappe
Die 14. Etappe der Vuelta a España 2024 fand am 31. August 2024 statt. Sie stellte  mit einer Länge von 200,4 Kilometern den längsten Abschnitt der 79. Austragung des spanischen Etappenrennens dar. Der Start erfolgte in Villafranca del Bierzo, ehe es über den Puerto de Leitariegos (1526 m) nach Villablino ging. Nach der Etappe hatten die Fahrer 2286,2 Kilometer absolviert, was 69,26 % der Gesamtdistanz entspricht.
Im Sprint setzte sich Kaden Groves (Alpecin-Deceuninck) vor Wout van Aert (Team Visma-Lease a Bike) und Corbin Strong (Israel-Premier Tech) durch. Ben O’Connor verteidigte das Rote Trikot.

## Streckenverlauf
Nach dem offiziellen Start führte die Strecke über Ponferrada nach Bembibre, wo in der Anfangsphase zwei kurze nicht-kategorisierte Anstieg überquert wurden. Im Anschluss ging es entlang des Sil nach Villablino, wo die erste Zieldurchfahrt bei Kilometer 91,4 erfolgte. Nachdem die Straße bereits zuvor großteils leicht bergauf geführt hatte, begann in Caboalles de Abajo die Auffahrt auf den Puerto de Cerredo (1359 m), der auf einer Länge von sieben Kilometern eine durchschnittliche Steigung von 4,6 % aufwies und als Bergwertung der 3. Kategorie klassifiziert wurde. Auf der AS-15 folgte nun eine lange Abfahrt, die die Fahrer nach Cangas del Narcea führte, wo bei Kilometer 150,5 ein Zwischensprint ausgefahren wurde, bei dem auch Zeitbonifikationen vergeben wurden. Im Anschluss begann die Straße auf der AS-213 erneut zu steigen, ehe der offizielle Anstieg auf den Puerto de Leitariegos (1526 m) bei Bimeda erreicht wurde. Die nachfolgenden 22,8 Kilometer wiesen eine durchschnittliche Steigung von 4,5 % auf. Die Passhöhe, auf der eine Bergwertung der 1. Kategorie abgenommen wurde, wurde 16,5 Kilometer vor dem Ziel überquert. Die nachfolgende Abfahrt führte die Fahrer zurück nach Caboalles de Abajo, ehe die letzten vier Kilometer flach nach Villablino führten.
|                            | Ort                    | Kilometer | Länge (km) | Höhe (m) | Ø Steigung | max. Steigung |
| -------------------------- | ---------------------- | --------- | ---------- | -------- | ---------- | ------------- |
| neutralisierter Start      | Villafranca del Bierzo | -6,5      |            |          |            |               |
| offizieller Start          | N-VI                   | 0         |            |          |            |               |
| Bergwertung (3. Kategorie) | Puerto de Cerredo      | 102,5     | 7          | 1359     | 4,6 %      |               |
| Zwischensprint             | Cangas del Narcea      | 150,5     |            |          |            |               |
| Bonussprint                | Cangas del Narcea      | 150,5     |            |          |            |               |
| Bergwertung (1. Kategorie) | Puerto de Leitariegos  | 189,3     | 22,8       | 1526     | 4,5 %      | 7 %           |
| Ziel                       | Villablino             | 200,4     |            |          |            |               |

## Rennverlauf
Mit Rubén Fernández (Cofidis) ging ein Fahrer nicht an den Start der 14. Etappe. Nachdem das Rennen freigegeben worden war, kam es zu den ersten Angriffen, wobei sich keine Gruppe entscheidend absetzen konnte. Nach rund 55 Kilometern setzten sich schließlich mit Harold Tejada (Astana Qazaqstan), Jhonatan Narváez (Ineos Grenadiers), Isaac Del Toro (UAE Team Emirates), Xandro Meurisse (Alpecin-Deceuninck), Marco Frigo (Israel-Premier Tech) und Victor Campenaerts (Lotto Dstny) sechs Fahrer vom Hauptfeld ab, wobei ersterer einen Rückstand von rund 20 Minuten im Gesamtklassement aufwies. Da das Team Visma-Lease a Bike rasch mit der Nachführarbeit begann, konnten die Ausreißer nur einen maximalen Vorsprung von rund zweieinhalb Minuten herausfahren.
Xandro Meurisse führte vor Marco Frigo und Victor Campenaerts über den Puerto de Cerredo und sicherte sich so die meisten Punkte im Kampf um die Bergwertung. Im Anschluss holte er auch beim Zwischensprint in Cangas del Narcea die meisten Punkte und Zeitbonifikationen. Im Anstieg des Puerto de Leitariegos übernahm Cian Uijtdebroeks (Visma-Lease a Bike) einen Großteil der Nachführarbeit, wodurch der Rückstand gegenüber den Ausreißern auf weniger als eine Minute schmolz. Nachdem die Ausreißergruppe im langen, aber flachen Anstieg zerfallen war, griff Jhonatan Narváez rund 23 Kilometer vor dem Ziel an, ehe er als letzter Fahrer wenig später gestellt wurde. Nachdem die Helfer des Teams Visma-Lease a Bike zurückgefallen waren, forcierten die Mannschaften Lidl-Trek und Soudal Quick-Step das Tempo, wobei sich Wout van Aert (Visma-Lease a Bike) die meisten Punkte auf dem Puerto de Leitariegos sicherte und somit seine Führung in der Bergwertung weiter ausbaute.
In der anschließenden Abfahrt musste Primož Roglič (Red Bull–Bora–Hansgrohe) aufgrund eines technischen Defekts auf das Rad von Daniel Felipe Martínez wechseln und verlor kurzzeitig den Kontakt zum Hauptfeld. Rund zehn Kilometer vor dem Ziel konnte er den Kontakt jedoch noch vor den letzten flachen Kilometern wiederherstellen und verlor so keine Zeit im Gesamtklassement. Im Finale nutzte die Alpecin-Deceuninck-Mannschaft ihre zahlenmäßige Überlegenheit und bereitete den Sprint für Kaden Groves vor, der sich vor Wout van Aert und Corbin Strong (Israel-Premier Tech) durchsetzte.
In der Gesamtwertung kam es zu keinen nennenswerten Veränderungen. Ben O’Connor (Decathlon AG2R La Mondiale) lag weiterhin eine Minute und 21 Sekunden vor Primož Roglič und drei Minuten und eine Sekunde vor Enric Mas (Movistar). Carlos Rodríguez (Ineos Greandiers) verteidigte als Gesamtsechster die Führung in der Nachwuchswertung. Kaden Groves konnte in der Punktwertung zwar drei Punkte aufholen, sein Rückstand auf den Führenden Wout van Aert betrug jedoch weiterhin mehr als 100 Punkte. Weiters behauptete der Belgier seine Führung in der Bergwertung. Jhonatan Narváez wurde zum aktivsten Fahrer gewählt, während das UAE Team Emirates an der Spitze der Mannschaftswertung verblieb. Alle 149 Starter erreichten das Ziel.

## Ergebnis
| \| Etappenergebnis \| Etappenergebnis \| Etappenergebnis \| Etappenergebnis \| Etappenergebnis \| \| Fahrer \| Fahrer \| Land \| Team \| Zeit \| \| --------------- \| ----------------- \| --------------- \| -------------------------- \| --------------- \| \| 1. \| Kaden Groves \| Australien \| Alpecin-Deceuninck \| 4 h 21 min 34 s \| \| 2. \| Wout van Aert \| Belgien \| Team Visma \\| Lease a Bike \| + 0 s \| \| 3. \| Corbin Strong \| Neuseeland \| Israel-Premier Tech \| + 0 s \| \| 4. \| Mathias Vacek \| Tschechien \| Lidl-Trek \| + 0 s \| \| 5. \| Pau Miquel \| Spanien \| Equipo Kern Pharma \| + 0 s \| \| 6. \| Filippo Baroncini \| Italien \| UAE Team Emirates \| + 0 s \| \| 7. \| Simon Guglielmi \| Frankreich \| Arkéa-B&B Hotels \| + 0 s \| \| 8. \| Arjen Livyns \| Belgien \| Lotto Dstny \| + 0 s \| \| 9. \| Xabier Berasategi \| Spanien \| Euskaltel-Euskadi \| + 0 s \| \| 10. \| Carlos Canal \| Spanien \| Movistar Team \| + 0 s \| |                   |            |                            |                 |
| |                   |            |                            |                 |
| Quelle: ProCyclingStats |                   |            |                            |                 |
| Etappenergebnis |                   |            |                            |                 |
| Fahrer | Fahrer            | Land       | Team                       | Zeit            |
| 1. | Kaden Groves      | Australien | Alpecin-Deceuninck         | 4 h 21 min 34 s |
| 2. | Wout van Aert     | Belgien    | Team Visma \| Lease a Bike | + 0 s           |
| 3. | Corbin Strong     | Neuseeland | Israel-Premier Tech        | + 0 s           |
| 4. | Mathias Vacek     | Tschechien | Lidl-Trek                  | + 0 s           |
| 5. | Pau Miquel        | Spanien    | Equipo Kern Pharma         | + 0 s           |
| 6. | Filippo Baroncini | Italien    | UAE Team Emirates          | + 0 s           |
| 7. | Simon Guglielmi   | Frankreich | Arkéa-B&B Hotels           | + 0 s           |
| 8. | Arjen Livyns      | Belgien    | Lotto Dstny                | + 0 s           |
| 9. | Xabier Berasategi | Spanien    | Euskaltel-Euskadi          | + 0 s           |
| 10. | Carlos Canal      | Spanien    | Movistar Team              | + 0 s           |

## Gesamtstände
| \| Gesamtwertung \| Gesamtwertung \| Gesamtwertung \| Gesamtwertung \| Gesamtwertung \| \| Fahrer \| Fahrer \| Land \| Team \| Zeit \| \| ------------- \| ---------------- \| ---------------------- \| -------------------------- \| ---------------- \| \| 1. \| Ben O’Connor \| Australien \| Decathlon-AG2R La Mondiale \| 56 h 31 min 49 s \| \| 2. \| Primož Roglič \| Slowenien \| Red Bull-Bora-Hansgrohe \| + 1 min 21 s \| \| 3. \| Enric Mas \| Spanien \| Movistar Team \| + 3 min 01 s \| \| 4. \| Richard Carapaz \| Ecuador \| EF Education-EasyPost \| + 3 min 13 s \| \| 5. \| Mikel Landa \| Spanien \| Soudal Quick-Step \| + 3 min 20 s \| \| 6. \| Carlos Rodríguez \| Spanien \| Ineos Grenadiers \| + 4 min 12 s \| \| 7. \| Florian Lipowitz \| Deutschland \| Red Bull-Bora-Hansgrohe \| + 4 min 29 s \| \| 8. \| Felix Gall \| Österreich \| Decathlon-AG2R La Mondiale \| + 4 min 42 s \| \| 9. \| David Gaudu \| Frankreich \| Groupama-FDJ \| + 4 min 44 s \| \| 10. \| Adam Yates \| Vereinigtes Königreich \| UAE Team Emirates \| + 5 min 17 s \| |                  |                        |                            |                  |
| |                  |                        |                            |                  |
| Quelle: ProCyclingStats |                  |                        |                            |                  |
| Gesamtwertung |                  |                        |                            |                  |
| Fahrer | Fahrer           | Land                   | Team                       | Zeit             |
| 1. | Ben O’Connor     | Australien             | Decathlon-AG2R La Mondiale | 56 h 31 min 49 s |
| 2. | Primož Roglič    | Slowenien              | Red Bull-Bora-Hansgrohe    | + 1 min 21 s     |
| 3. | Enric Mas        | Spanien                | Movistar Team              | + 3 min 01 s     |
| 4. | Richard Carapaz  | Ecuador                | EF Education-EasyPost      | + 3 min 13 s     |
| 5. | Mikel Landa      | Spanien                | Soudal Quick-Step          | + 3 min 20 s     |
| 6. | Carlos Rodríguez | Spanien                | Ineos Grenadiers           | + 4 min 12 s     |
| 7. | Florian Lipowitz | Deutschland            | Red Bull-Bora-Hansgrohe    | + 4 min 29 s     |
| 8. | Felix Gall       | Österreich             | Decathlon-AG2R La Mondiale | + 4 min 42 s     |
| 9. | David Gaudu      | Frankreich             | Groupama-FDJ               | + 4 min 44 s     |
| 10. | Adam Yates       | Vereinigtes Königreich | UAE Team Emirates          | + 5 min 17 s     |

| Punktewertung | Punktewertung    | Punktewertung | Punktewertung              | Punktewertung |
| Fahrer        | Fahrer           | Land          | Team                       | Punkte        |
| ------------- | ---------------- | ------------- | -------------------------- | ------------- |
| 1.            | Wout van Aert    | Belgien       | Team Visma \| Lease a Bike | 291 P.        |
| 2.            | Kaden Groves     | Australien    | Alpecin-Deceuninck         | 182 P.        |
| 3.            | Harold Tejada    | Kolumbien     | Astana Qazaqstan Team      | 95 P.         |
| 4.            | Pavel Bittner    | Tschechien    | Team dsm-firmenich PostNL  | 81 P.         |
| 5.            | Pablo Castrillo  | Spanien       | Equipo Kern Pharma         | 73 P.         |
| 6.            | Mathias Vacek    | Tschechien    | Lidl-Trek                  | 70 P.         |
| 7.            | Ben O’Connor     | Australien    | Decathlon-AG2R La Mondiale | 68 P.         |
| 8.            | Jhonatan Narváez | Ecuador       | Ineos Grenadiers           | 67 P.         |
| 9.            | Primož Roglič    | Slowenien     | Red Bull-Bora-Hansgrohe    | 66 P.         |
| 10.           | Corbin Strong    | Neuseeland    | Israel-Premier Tech        | 64 P.         |

| Bergwertung | Bergwertung      | Bergwertung            | Bergwertung                | Bergwertung |
| Fahrer      | Fahrer           | Land                   | Team                       | Punkte      |
| ----------- | ---------------- | ---------------------- | -------------------------- | ----------- |
| 1.          | Wout van Aert    | Belgien                | Team Visma \| Lease a Bike | 46 P.       |
| 2.          | Marc Soler       | Spanien                | UAE Team Emirates          | 23 P.       |
| 3.          | Jay Vine         | Australien             | UAE Team Emirates          | 23 P.       |
| 4.          | Adam Yates       | Vereinigtes Königreich | UAE Team Emirates          | 22 P.       |
| 5.          | Primož Roglič    | Slowenien              | Red Bull-Bora-Hansgrohe    | 18 P.       |
| 6.          | David Gaudu      | Frankreich             | Groupama-FDJ               | 18 P.       |
| 7.          | Sylvain Moniquet | Belgien                | Lotto Dstny                | 17 P.       |
| 8.          | Marco Frigo      | Italien                | Israel-Premier Tech        | 16 P.       |
| 9.          | Pablo Castrillo  | Spanien                | Equipo Kern Pharma         | 13 P.       |
| 10.         | Xandro Meurisse  | Belgien                | Alpecin-Deceuninck         | 13 P.       |

| Nachwuchswertung | Nachwuchswertung       | Nachwuchswertung       | Nachwuchswertung           | Nachwuchswertung  |
| Fahrer           | Fahrer                 | Land                   | Team                       | Zeit              |
| ---------------- | ---------------------- | ---------------------- | -------------------------- | ----------------- |
| 1.               | Carlos Rodríguez       | Spanien                | Ineos Grenadiers           | 56 h 36 min 01 s  |
| 2.               | Florian Lipowitz       | Deutschland            | Red Bull-Bora-Hansgrohe    | + 17 s            |
| 3.               | Mattias Skjelmose      | Dänemark               | Lidl-Trek                  | + 1 min 12 s      |
| 4.               | Matthew Riccitello     | Vereinigte Staaten     | Israel-Premier Tech        | + 36 min 04 s     |
| 5.               | Mauri Vansevenant      | Belgien                | Soudal Quick-Step          | + 53 min 00 s     |
| 6.               | Max Poole              | Vereinigtes Königreich | Team dsm-firmenich PostNL  | + 56 min 12 s     |
| 7.               | Giovanni Aleotti       | Italien                | Red Bull-Bora-Hansgrohe    | + 1 h 04 min 09 s |
| 8.               | Isaac Del Toro         | Mexiko                 | UAE Team Emirates          | + 1 h 09 min 35 s |
| 9.               | Valentin Paret-Peintre | Frankreich             | Decathlon-AG2R La Mondiale | + 1 h 10 min 39 s |
| 10.              | Junior Lecerf          | Belgien                | Soudal Quick-Step          | + 1 h 11 min 48 s |

| Mannschaftswertung | Mannschaftswertung         | Mannschaftswertung           | Mannschaftswertung |
| Team               | Team                       | Land                         | Zeit               |
| ------------------ | -------------------------- | ---------------------------- | ------------------ |
| 1.                 | UAE Team Emirates          | Vereinigte Arabische Emirate | 169 h 13 min 55 s  |
| 2.                 | Red Bull-Bora-Hansgrohe    | Deutschland                  | + 38 min 29 s      |
| 3.                 | Decathlon-AG2R La Mondiale | Frankreich                   | + 48 min 39 s      |
| 4.                 | Team Visma \| Lease a Bike | Niederlande                  | + 1 h 03 min 11 s  |
| 5.                 | Israel-Premier Tech        | Israel                       | + 1 h 03 min 32 s  |
| 6.                 | Lidl-Trek                  | Vereinigte Staaten           | + 1 h 13 min 25 s  |
| 7.                 | Ineos Grenadiers           | Vereinigtes Königreich       | + 1 h 14 min 04 s  |
| 8.                 | Groupama-FDJ               | Frankreich                   | + 1 h 14 min 24 s  |
| 9.                 | Soudal Quick-Step          | Belgien                      | + 1 h 19 min 39 s  |
| 10.                | Equipo Kern Pharma         | Spanien                      | + 1 h 49 min 07 s  |

## Ausgeschiedene Fahrer
- Rubén Fernández (Cofidis) ging nicht an den Start[3]